# Tři klasické problémy antické matematiky
Tři klasické problémy antické matematiky je trojice problémů vymyšlených starořeckými geometry.  Řešení každého z těchto problémů je omezeno na tzv. euklidovskou konstrukci, tj. konstrukci pouze za pomoci pravítka a kružítka. Řešení těchto problémů (resp. důkaz o jejich neřešitelnosti eukleidovskou konstrukcí) přinesl až rozvoj analytické geometrie v devatenáctém století. Jsou to konkrétně:
- Zdvojení krychle: Je možné narýsovat krychli o objemu dvakrát větším, než má krychle původní?
- Kvadratura kruhu: Je možné narýsovat čtverec o stejném obsahu, jaký má daný kruh?
- Trisekce úhlu: Je možné konstrukčně rozdělit daný úhel na tři stejné části?